# محافظة نينوى
محافظة نينوى (كردي: پارێزگای نەینەوا، آرامي: ܕܫܬܐ ܕܢܝܢܘ) هي محافظة في شمال العراق مركزها مدينة الموصل ثاني أكبر مدن العراق، تبلغ مساحتها 37323 كيلومتر مربع (14.410 ميل مربع) ويقدّر عدد سكانها بـ 4,721,000 نسمة بحسب إحصاء سنة 2021 يقطن نصفهم تقريبا في مدينة الموصل بينما يتوزع الآخرون على باقي المدن والأقضية. وكانت قبل عام 1976 تسمى محافظة الموصل وتضم محافظة دهوك الحالية.
تعتبر مدينة الموصل جزء من محافظة نينوى من الناحية الإدارية، حيث نشأت مدينة نينوى في العهد الآشوري على الضفة اليسرى لنهر دجلة، أما مدينة الموصل فلم تنشأ إلا متأخرة عن نينوى وعلى الضفة اليمنى من نهر دجلة. على عكس مدينة نينوى التي اندثرت معالمها، فإن مدينة الموصل ما زالت في توسع منذ نشوئها، وفي النصف الأول من القرن العشرين توسعت مدينة الموصل لتضم الجانب الأيسر من نهر دجلة ولتشمل الموقع الأثري لمدينة نينوى القديمة بأكمله ضمن حدودها إدارياً، وحاليا فإن مدينة الموصل هي مركز محافظة نينوى.

## التاريخ

### الاستيطان الأول
نينوى ذات تاريخ عريق ترجع إلى فترة ما قبل التاريخ حيث نشأت فيها أولى أشكال الحضارة التي تمثلت بالقرى الزراعية الأولى في العصر النطوفي مثل قرية حسونة في الشورة وقرية أم الدباغية قرب الحضر وقرية الأربجية حيث بدأ التحضر بأشكاله الأولى كالزراعة والرعي والبناء.

### الإمبراطورية الآشورية
اسـتوطنت نينوى في بداية 6000 ق.م وفي 3000 ق.م أصـبحت نينـوى مركزا دينيا مهما لعبادة الإله أكد عشتار, وتشـير وثائق إغريقية مكتوبة باللغة عصر هلنستي أن مؤسس نينوى هو نينوس، وجاء ذكر نينوى في عهد الملك الآشوري شمشي أدد الأول على أنها مركزا لعبادة الإله عشتار وأصبحت نينوى جزء من الإمبراطورية الآشورية الوسطى وكان عدد السـكان فيها يقدر ب 33 ألف نسمة ولكن مع نهاية الإمبراطورية الآشورية الحديثة وصل عدد السـكان إلى حوالي 120 ألف نسمة حيث يعتقد أنـها المدينة الأعظـم في تلك الفـترة.

### الحكم الساساني
سقطت نينوى تحت الحكم الساساني الذي دام طويلا وأفقرها كثيرا وجردها من عظمة هويتها الآشورية. بعد سقوط نينوى الآشورية انتقل التجمع السكاني إلى الطرف الثاني من نهر دجلة حيث يوفر مكانا أكثر تحصينا لوقوعه على منطقة مرتفعة محاطة بالنهر عرفت ب(عبوريا) ثم الموصل بعد الفتح الإسلامي.

### الفتح العربي الإسلامي
جاء الفتح الإسلامي للموصل في عهد الخليفة عمر بن الخطاب بقيادة التابعي العربي المسلم ربعي بن الأفكل وكانت حينئذ تحت سيطرة الساسانيين.
ولقبها العرب بالموصل لأنها كانت توصل بين بلاد الشام وخورستان يعني بلاد الشمس بالكردية التي فتحها العرب المسلمون فيما بعد. وسماها العرب كذلك بالحدباء لأن فيها منارة للمسجد الكبير وهي منارة منحنية وقيل أيضا لتحدّب مسار نهر دجلة فيها وسميت أيضا بأم الربيعين لطول فترة الربيع فيها فخريفها هو الربيع الثاني والزاهي بعذوبة هوائه.

## جغرافية

### الموقع والمساحة
تقع محافظة نينوى في الجزء الشمالي الغربي من العراق يحٌدها من الشمال محافظة دهوك ومن الجنوب محافظة صلاح الدين ومن الشرق محافظة كركوك وأربيل ومن الغرب الجمهورية العربية السورية، وتنحصر هذه المحافظة بين خطي طول 25 41 و 15 44 شرقاً وبين دائرتي عرض 15 34 و 3 37 شمالاً. يخترق نهر دجلة المدينة بطول 214 كم عدا بحيرة سد الموصل التي يبلغ طولها 47,5 كم إضافة إلى الزاب الأعلى والخازر الذي له رافد يسمى الكومل يمر منها. تبلغ مساحة المحافظة 37323 كيلومتر مربع وهو ما يشكّل 8.6% من مساحة جمهورية العراق.

### المناخ
وتتمتع بظروف مناخية ممتازة حيث تنفرد من بين محافظات العراق بطول فصليها الربيع والخريف حتى سميت بأم الربيعين. يختلف مناخ المحافظة باختلاف تضاريسها السطحية تتراوح درجات الحرارة في فصل الشتاء عموما" بين (-5 - +8) وفي الصيف بين (40 مْ – 50مْ).

### التضاريس
يخترق نهر دجلة المحافظة بشكل متموّج من الشمال إلى الجنوب ويقسمها إلى قسمين متساويين تقريبا"جانب أيسر وجانب أيمن وتقسم تضاريس محافظة نينوى إلى ثلاثة أقسام :المنطقة الجبلية والتلال والمنطقة المتموّجة والهضاب.

## الزراعة
تتصف الزراعة في نينوى بالزراعة الديمية. ونظراً لوجود مساحات واسعة صالحة للزراعة فيها، فقد خُصِّص الجزء الأكبر منها في زراعة محاصيل الحنطة والشعير وكذلك القطن والشلب والذرة الصفرء ودوار الشمس والخضروات والبقوليات والبذور الزيتية والأعلاف. بعد افتتاح المشاريع الري أخذت المساحات المزروعة بالتوسّع وتعتبر نينوى من المحافظات الأولى لإنتاج الحبوب في العراق.

## النفط
- في كانون الأول 1932م شُكِّلت شركة باسم (حقول نفط الموصل) بأموال إيطالية وبريطانية وألمانية وفرنسية وهولندية وسويسرية وعراقية لإمدادها بالأموال اللازمة مقابل رهن بعض أسهمها.
- وفي 1939م اكْتُشف حقل نفط عين زالة.
- وفي عام 1953م اكْتُشف حقل بطمة النفطي.
- وفي الأول من حزيران 1972م أُمِّمت شركة نفط العراق.
- وبعد عام 2003م نُقِّب عن النفط في سهل نينوى ووُجدت حقول نفطية أخرى.

## السياحة
تتنوع الآثار في محافظة نينوى فمنها السياحة الأثرية مثل آثار آشـور ونينوى ونمرود والحضر والموصل القديمة والسياحة الدينية بسبب وجود مراقد للأنبياء أهمها النبي يونس والنبي جرجيس النبي دانيال وغيرهم ووجود مراقد الأئمة المسلمين وكذلك الأديرة والكنائس مثل دير مار إيليا ودير مار كوركيس ودير الشيخ متّى٫ إضـافة إلى الطـبيعة الجميلة ويقام في نينوى كل عام (مهرجان الربيع) في 15 نيسان أبريل تثميناً بمقدم فصل الربيع.

### معالم نينوى
من معالم محافظة نينوى البارزة جامع النبي يونس للنبي يونس والذي هُدم وفُجِّر من قبل قوات داعش، والمبنى بني فوق كنيسة القديس يونان وعلى نفس التلة. يوجد أيضاً جامع الخضر الذي رافق النبي موسى ولهُ علم الكتاب. ويوجد جامع النبي جرجيس والجامع الكبير المسمى النوري الذي فيه منارة الحدباء التي يزيد ارتفاعها عن 52 متراً وقد هدمت بالمتفجرات أيضاً من قبل قوات داعش والجامع أثري بني عام 568 م، وجامع النبي شيت الذي اكتشف عام 1057 هـ.
ومن معالمها القديمة مدينة نينوى والحضر الأثريّتان. وتوجد قلعة باشطابيا وهي من المعالم الأثرية القديمة في مدينة الموصل بنيت في عهد السلطان بدر الدين لؤلؤ. وكذلك قصر النمرود والكثير من المواقع الأثرية مثل المكتبة الآشورية والكثير من المواقع التاريخية الإسلامية.

## السكان
محافظة نينوى ثاني أكبر محافظة بالعراق من حيث التعداد السكاني، ومدينة الموصل فيها ثاني أكبر مدينة في العراق ويقطنها حوالي 3,5 مليون نسمة.
تتميز محافظة نينوى بتنوّعها السكاني. يمثل العرب الأغلبية في المحافظة، حيث يشكلون أكثر من 80 %... وحسب إحصاء محلي عام 2009 قامت به دائرة إحصاء نينوى فقد بلغ عدد سكان نينوى 4,980,000 مع الوافدين من البصرة وبغداد بسبب الظروف الأمنية والتهجير بعد الاحتلال بلغ التعداد أكثر من 6 ملايين نسمة، حيث يعتبر العرب السنة غالبية السكان في مدينة الموصل وأقضية البعاج والحضر ومخمور كما ينتشرون في جميع مناطق المحافظة ويشكّلون غالبية سكان محافظة نينوى البالغ 6 مليون نسمة، ويشكل التركمان والشبك والكلدان والسريان والآشوريين والأيزيدية يشكّلون جزء مهم من نسيج نينوى، بينما يشكل المسيحيون غالبية السكّان في منطقة قرقوش شرقي نهر دجلة التابعة لقضاء الحمدانية (من السريان) وفي منطقة ألقوش التابعة لقضاء تلكيف (من كلدانية). كما يوجد اليزيديون في قضائي سنجار والشيخان. بينما ينتشر التركمان في قضاء تلعفر أما الشبك فينتشرون في قرى حول مدينة الموصل.
عدد السكان الأقضية (المناطق الإدارية) لمحافظة نينوى حسب منظمة الأمم المتحدة عام 2003 م
| الأقضية | قضاء الموصل | قضاء تلعفر | قضاء سنجار | قضاء البعاج | قضاء تلكيف | قضاء الحمدانية | قضاء مخمور | قضاء الشيخان | قضاء الحضر | المجموع   |
| ------- | ----------- | ---------- | ---------- | ----------- | ---------- | -------------- | ---------- | ------------ | ---------- | --------- |
| العدد   | 1,400,000   | 521,000    | 396,000    | 311,000     | 213,000    | 208,000        | 205,820    | 150,000      | 103,000    | 3,507,820 |

ويذكر إحصاء أجرته السلطات قبل أبريل/نيسان عام 1920م أن مجموع سكان لواء الموصل (محافظة نينوى ودهوك وأجزاء من أربيل وصلاح الدين حالياً) كان 350 ألف و378 نسمة. وقد توزع السكان وفقاً للمجموعات الدينية التالية:
| الفئة          | سنة          | شيعة        | يهود       | مسيحيين     | ديانات آخرى | المجموع      |
| -------------- | ------------ | ----------- | ---------- | ----------- | ----------- | ------------ |
| العدد          | 244,713 نسمة | 17,180 نسمة | 7,635 نسمة | 50,670 نسمة | 30,180 نسمة | 350,378 نسمة |
| النسبة المئوية | 69.8%        | 4.9%        | 2.2%       | 14.5%       | 8.6%        | 100%         |

- خانة ديانات آخرى تشمل اليزيديون

### التوزع الحالي

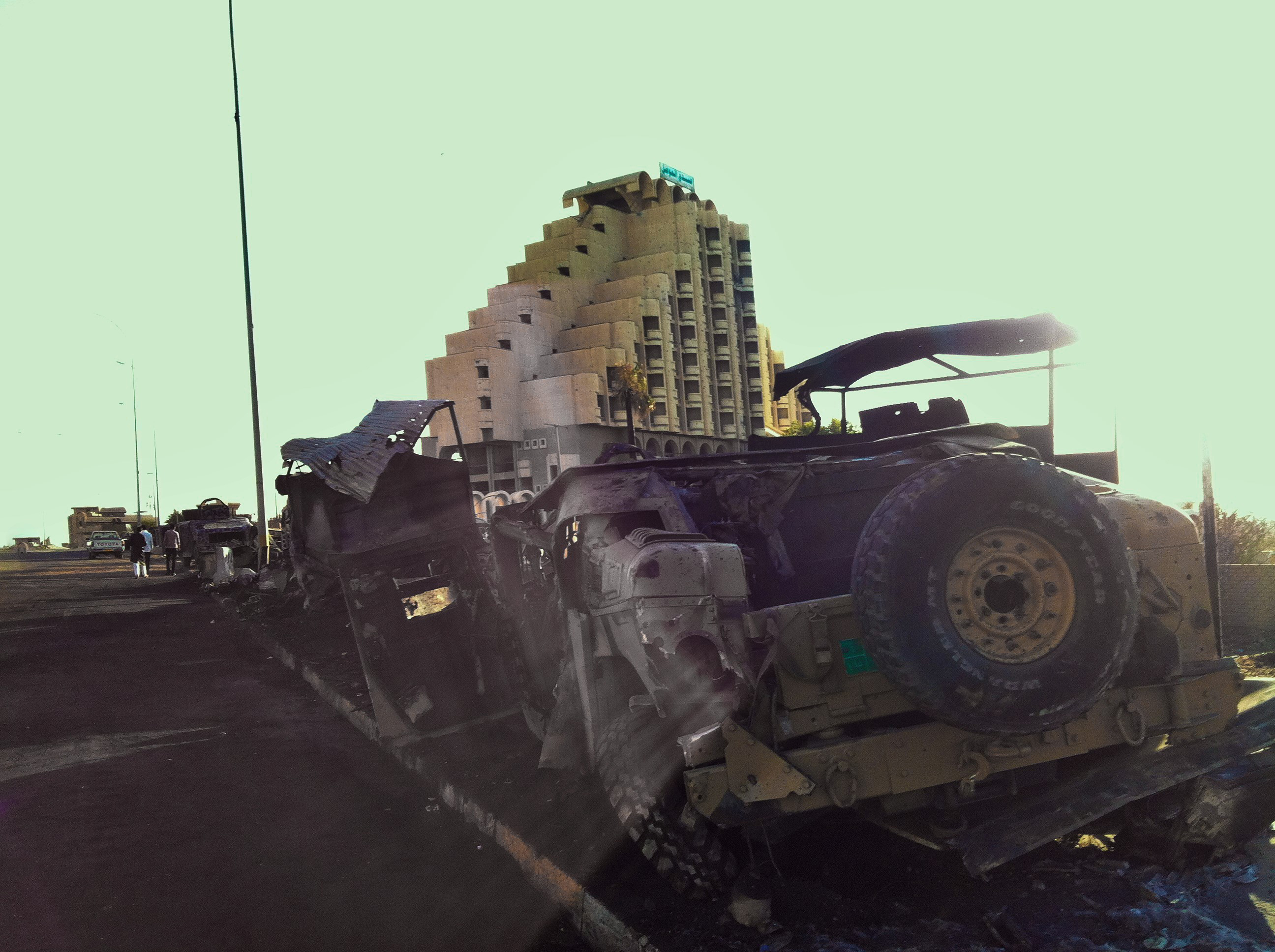
تحطم عربة همفي خلال حرب الموصل في 14 حزيران 2014

محافظة نينوى تعتبر ثاني أكبر محافظة عراقية بعد بغداد من حيث التعداد السكاني والنمو الاقتصادي. عاصمتها مدينة الموصل. يقطن في هذه المحافظة حوالي 5 مليون نسمة، وتعرف أحياناً باسم أم الربيعين بسب لطف جوها في فترتي الربيع والخريف.
مركز محافظة نينوى، مدينة الموصل هي ثاني كبرى مدن العراق بعد العاصمة بغداد وتقع على نهر دجلة الذين يقسمها إلى قسمين يعرفان محليا بالجانب الأيسر والجانب الأيمن والجانب الأيمن يمثّل الموصل القديمة بينما الجانب الأيسر هو الأحدث وينتشر سكان الموصل على الجانبين.الجدول الآتي يظهر عدد سكان محافظة نينوى التقريبي من عام 1800 وحتى 2010:
| السنة | عدد السكان |      | السنة     | عدد السكان |
| ----- | ---------- | ---- | --------- | ---------- |
| 1800  | 105.000    | 1935 | 369.000   |            |
| 1860  | 120.000    | 1947 | 370.000   |            |
| 1870  | 125.000    | 1957 | 505.496   |            |
| 1880  | 130.000    | 1965 | 1.250.302 |            |
| 1885  | 160.000    | 1977 | 2.000.000 |            |
| 1890  | 165.000    | 1981 | 2.081.000 |            |
| 1900  | 166.000    | 1987 | 2.102.268 |            |
| 1910  | 246.000    | 1995 | 2.478.000 |            |
| 1920  | 350.970    | 2004 | 3.507.000 |            |
| 1930  | 345.000    | 2010 | 4.950.000 |            |

### المدن
- الموصل
- حمام العليل
- الشورة
- القيارة
- بعشيقة
- المحلبية
- بادوش
- الحضر
- تل عبطة
- البعاج
- القيروان
- القحطانية
- مخمور
- الكوير
- قراج
- الحمدانية
- برطلة
- النمرود
- الشيخان
- تلكيف
- وانة
- فايدة
- القوش
- تلعفر
- ربيعة
- زمار
- العياضية
- سنجار
- ناحية الشمال

### التقسيم الإداري
| - قضاء الموصل - قضاء تلعفر - قضاء مخمور - قضاء الحضر - قضاء الحمدانية | - قضاء الشيخان - قضاء البعاج - قضاء سنجار - قضاء تلكيف |

## أحداث الموصل 2014

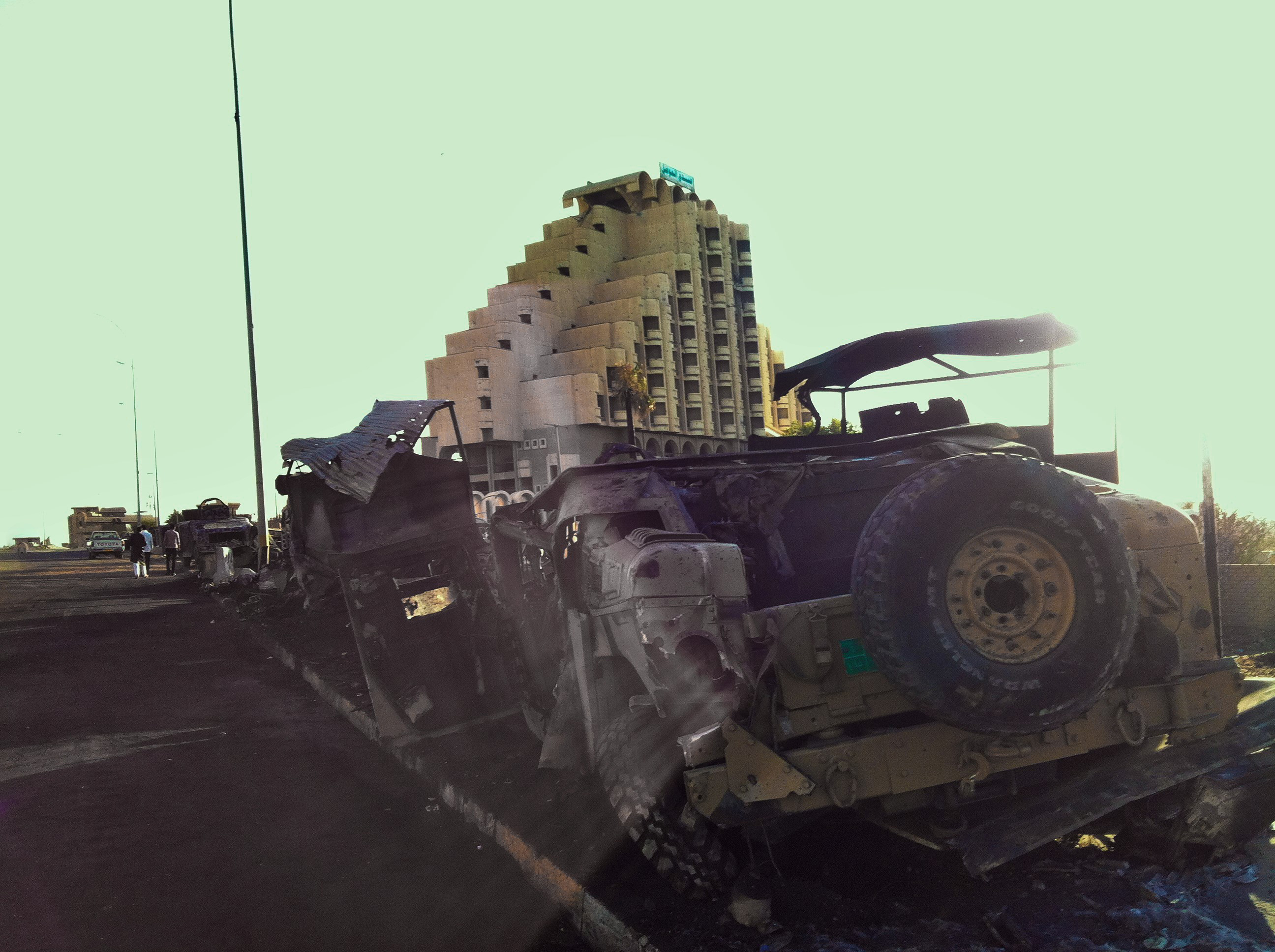
Humvee down after isis attack

شهدت الموصل موجة نزوح نتيجة المعارك التي حدثت في العاشر من يونيو/حزيران 2014 حيث اقتحم المئات من مسلحي تنظيم الدولة الإسلامية مطار الموصل وقواعد ومعسكرات عسكرية ومقر محافظة نينوى مما أدّى إلى انهيار جنود الجيش العراقي وانسحاب القوات إلى كردستان، تمكّن تنظيم الدولة الإسلامية من السيطرة على مدينة الموصل وأغلب مدن محافظة نينوى ومن ضمنها المنشآت الحيوية في المدينة من أهمها مبنى محافظة نينوى والمطار، وقنوات تلفزيونية، وأعقب ذلك إطلاق ثلاثة آلاف سجين من السجون في الموصل، وسيطر التنظيم على كامل محافظة نينوى وأطلق على المعارك التي خاضها اسم غزوة أسد الله البيلاوي وأطلق على محافظة نينوى اسم ولاية نينوى، انسحبت البيشمركة من بلدات سنجار وزمار ووانة وربيعة بعد القتال وسيطر عليها تنظيم الدولة، ومع بداية عام 2015 أعلن التحالف شن ضربات جوية على الموصل والمناطق التي يسيطر عليها مايعرف بداعش، وقبل ذلك قامت الدولة الإسلامية بإزالة بعض الأضرحة والمراقد في مدينة الموصل وباقي المناطق التي تسيطر عليها، مثل جامع النبي يونس ومتحف الموصل، مما اعتبر ارهاباً فكرياً، ونفذت هذه العمليات بما يتماشى مع العقيدة السلفية للتنظيم وحسب ايديولوجية التنظيم التي تعتبرها تعبد من دون الله، وكانت المدينة منذ الحرب الطائفية حصلت عمليات تغيير ديمغرافي للمسيحيين والشيعة والإيزيديين وباقي الأقليات.

## اقضية محافظة نينوى
- قضاء البعاج
- قضاء الحضر
- قضاء الموصل
- قضاء الحمدانية
- قضاء الشيخان
- قضاء تلعفر
- قضاء تلكيف
- قضاء سنجار
- قضاء مخمور
- قضاء عقرة

## معرض صور

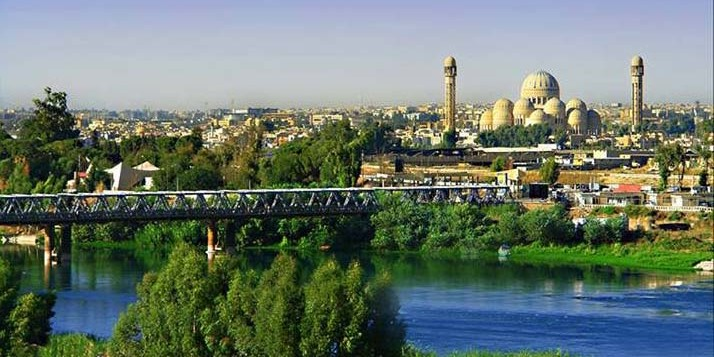
جامع الموصل الكبير
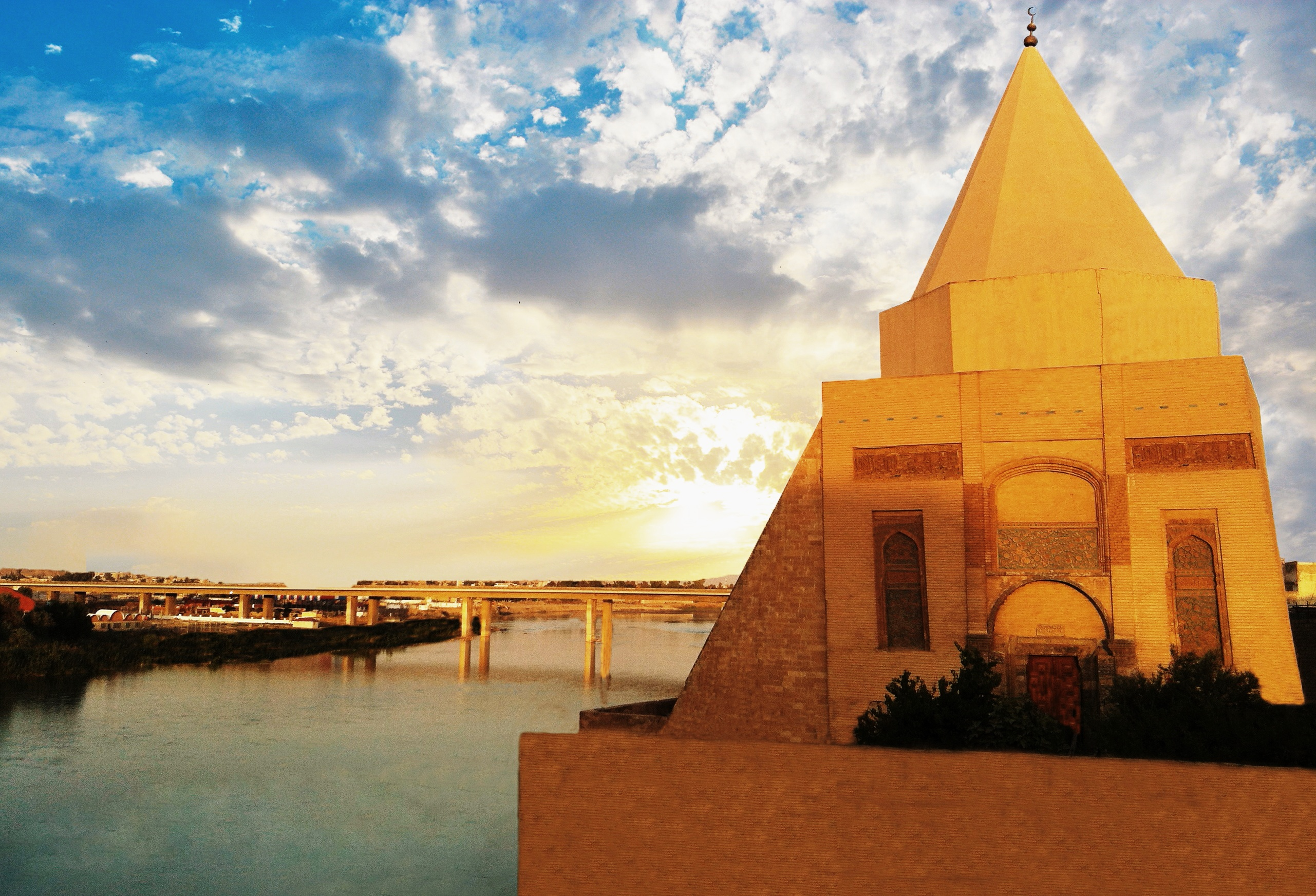
مرقد الإمام يحيى أبو القاسم قبل تفجيره من قبل داعش
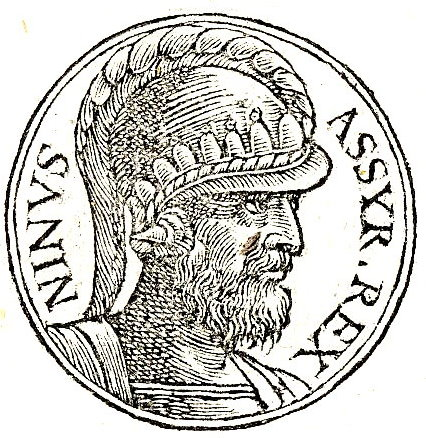
صـورة نينوس - مؤسس نينوى
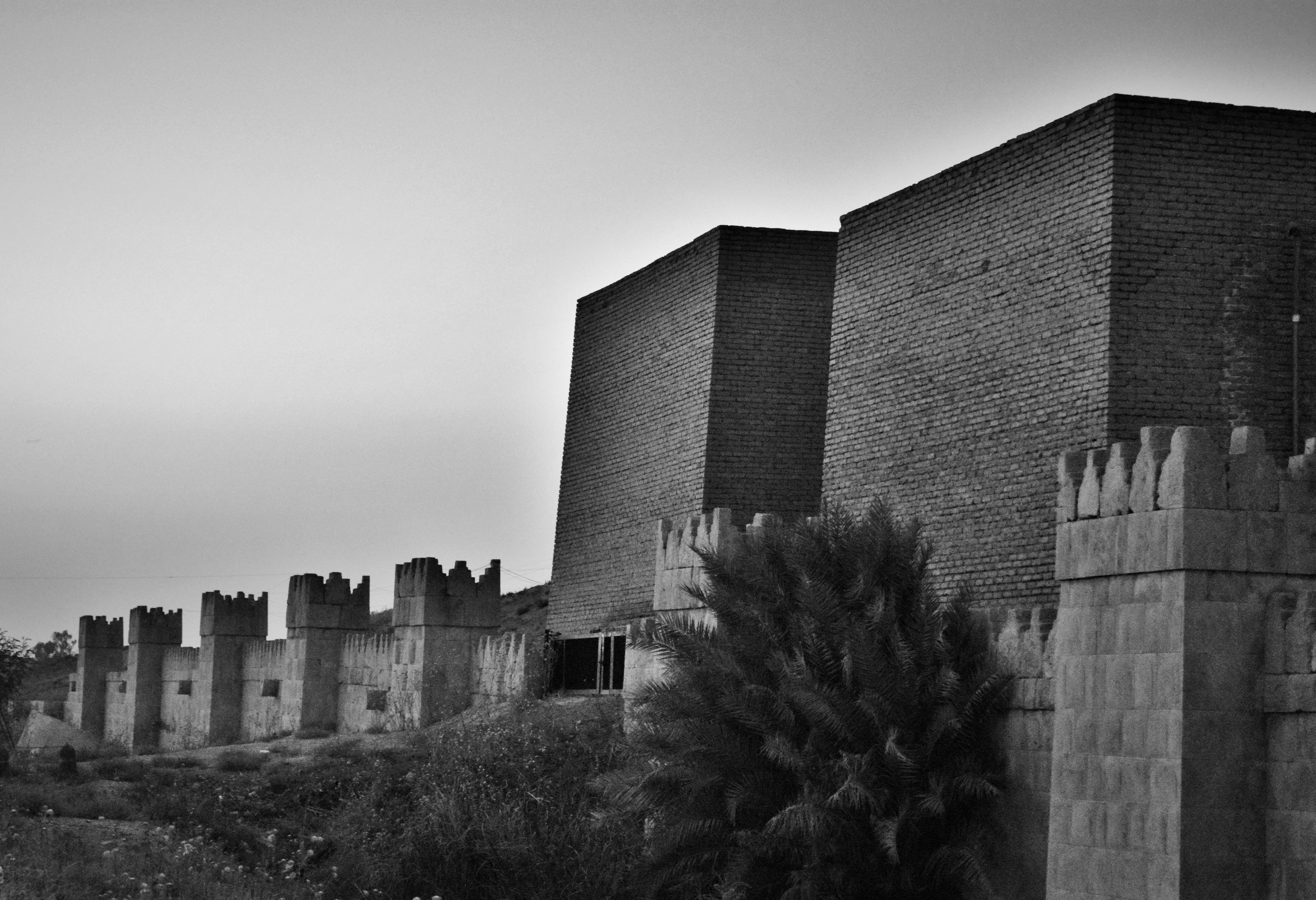
أسوار مدينة نينوى شرقي المدينة (بوابة أدد)